# Andrea Bouma
Andrea Bouma (* 6. November 1999 in Sassenheim) ist eine niederländische Leichtathletin, die sich auf den Sprint spezialisiert hat.

## Sportliche Laufbahn
Erste internationale Erfahrungen sammelte Andrea Bouma im Jahr 2016, als sie bei den U20-Weltmeisterschaften in Bydgoszcz mit 24,19 s im Halbfinale im 200-Meter-Lauf ausschied. Im Jahr darauf schied sie bei den U20-Europameisterschaften in Grosseto mit 23,89 s ebenfalls im Semifinale über 200 Meter aus und belegte mit der niederländischen 4-mal-100-Meter-Staffel in 45,61 s den achten Platz. 2022 startete sie mit der 4-mal-400-Meter-Staffel bei den Hallenweltmeisterschaften in Belgrad und verhalf dort dem Team zum Finaleinzug und trug damit zum Gewinn der Silbermedaille bei. Im Juli verpasste sie bei den Weltmeisterschaften in Eugene mit 43,46 s den Finaleinzug mit der 4-mal-100-Meter-Staffel und anschließend verhalf sie der 4-mal-400-Meter-Staffel bei den Europameisterschaften zum Finaleinzug und war damit am Gewinn der Goldmedaille beteiligt.
2020 wurde Bouma niederländische Meisterin im 400-Meter-Lauf.

## Persönliche Bestleistungen
- 200 Meter: 23,71 s (+1,4 m/s), 14. August 2021 in La Chaux-de-Fonds
- 400 Meter: 52,73 s, 11. Juni 2022 in Genf
  - 400 Meter (Halle): 53,12 s, 26. Februar 2022 in Apeldoorn